# 日弁連法務研究財団
公益財団法人日弁連法務研究財団（にちべんれんほうむけんきゅうざいだん）は、法実務の研修や司法制度の研究等を行う公益財団法人。1998年に設立され、公益法人制度改革に伴い、2010年10月1日に公益財団法人へ移行。英語名はJapan Law Foundation（略称：JLF）

## 概要
日本弁護士連合会が中心となって設立した財団法人で、様々な法律問題に対応するべく、弁護士や税理士・司法書士などによって構成され、法律実務の研修や司法制度の研究、法律知識の交換などを行っている。また、2002年から法科大学院制度の開始にあわせて法科大学院統一適性試験（日本版LSAT）、法科大学院既修者試験を独自に実施しているほか、2000年から法学検定も主催し、後世の育成にも力を入れている。

## 団体概要
- 本部所在地　東京都千代田区霞が関一丁目1-3　弁護士会館内
- 目的　法律実務の研修・法及び司法制度の研究・法情報の収集と提供
- 理事長　高橋宏志・東京大学名誉教授